# Bab al-Qasr
Bab al-Qasr ist der Name eines Fünf-Sterne-Hotels – bestehend aus zwei Hochhäusern – in Abu Dhabi, der Hauptstadt der Vereinigten Arabischen Emirate.
Das Hotel befindet sich direkt gegenüber dem Emirates Palace Hotel zwischen den Etihad Towers und dem Khalidiya Rotana Hotel und verfügt über 677 Zimmer.